# ドミトリー・デミアシキン

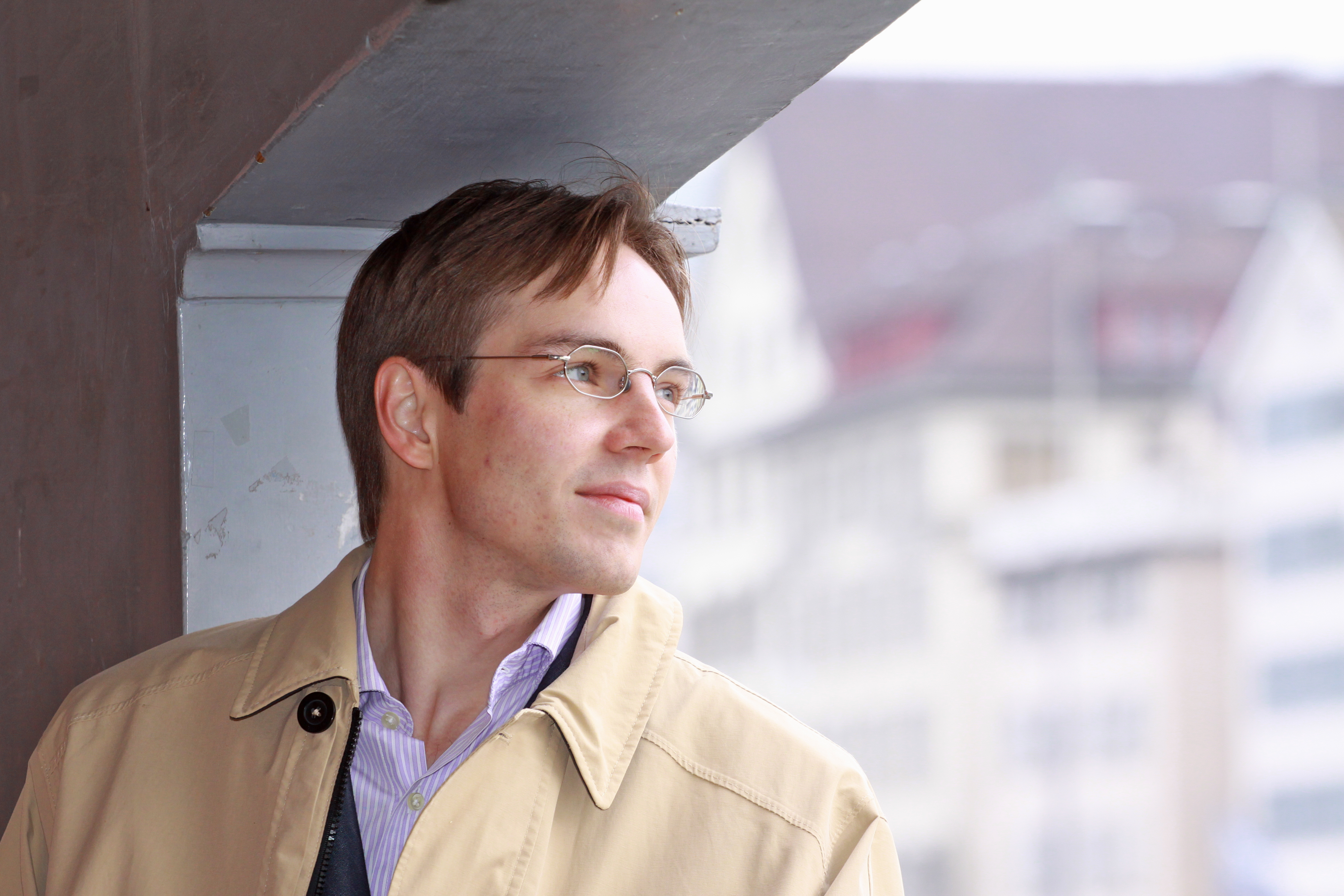
ドミトリー・デミアシキン（2010年）

ドミトリー・デミアシキン（Дмитрий Демяшкин, Dmitry Demyashkin, 1982年、ソ連、サランスク生まれ）は、スイスの市民権を取得したロシアのピアニスト。1999年よりスイスのヴィンタートゥーア在住。

## 生涯
デミアシキンは、モルドヴィア共和国の出身。7才よりピアノを始め、伝統あるカザン音楽院でW.スピリドノヴァに師事。2年後、新しく師事したK.A.シャシュキナのモスクワ移住に伴い、デミアシキンも家族と共にモスクワに転居し、1991年よりモスクワ中央音楽学校で学ぶ。 
1993年11歳でのチェコの国際コンクール優勝を皮切りに、デミアシキンは全ヨーロッパ及び北米を中心に2桁に上る数々の重要な国際コンクールの覇者となり、その演奏の類稀な豊かな音楽性、洗練された優雅さ、繊細さは、輝かしい超絶技巧を伴って各地の審査員や批評家たちに鮮烈な印象を与え続けてきた。
15歳の時、スイスで開催されたマルゲス国際マスタークラス（今日のアストナ国際夏季音楽アカデミー）に参加したが、その後主催者側から全額奨学金を授与されてさらに2回招待参加している。
1999年より、スイス・リラ財団の奨学金を得て、チューリッヒ芸術大学にてコンスタンティン・シェルバコフ、及びホメロ・フランセシュ各氏に師事。同時にT.L.コロス（ロシアの功労芸術家）のもとでモスクワ中央音楽学校での勉学を並行して修了。さらに、フランス、ドイツにおいて、レウ・ナウモフ、アレクセイ・リュビモフ、エリソ・ヴィルサラーゼ、ドミトリー・バシキーロフ、ヴラディミール・ヴィアルドといったロシア楽派の巨匠達の下で研鑽を積んだ。 
また、チューリヒ芸術大学にて演奏家養成課程（2005）、及びソリスト課程（2007）を最優秀の成績で修了した後、2008年から2010年までチューリッヒ芸術大学にてホメロ・フランセシュ教授の助手を務めた。 
デミアシキンは世界各地で演奏活動に従事し、チューリッヒ・トーンハレ管弦楽団、チューリッヒ室内管弦楽団、ボン・ベートーヴェン管弦楽団、リエージュ交響楽団、プラハ交響楽団、サンクトペテルブルク交響楽団、サンディエゴ・シンフォニーオーケストラ他と共演。中でもウラジーミル・フェドセーエフ指揮モスクワ・チャイコフスキー交響楽団とは既に何度も共演を重ねている。2012年よりスタインウェイ・アーティスト。 